# Карлос (Литва)
Карлос (лит. Karlos) — деревня в Висагинском самоуправлении Утенского уезда Литвы, в трёх километрах к востоку от Висагинаса. Рядом с деревней находится Игналинская АЭС.

## История
До 1918 года деревня входила в состав Российской Империи.
В межвоенный период деревня находилась в составе Польши, в Новогрудском воеводстве (с 1926 года в Виленском воеводстве), в Браславском уезде, в Римшском округе.
Согласно переписи 1921 года, здесь проживало 66 человек, 65 католиков и 1 православный. Все жители заявили о польской национальности. В тот момент в деревне было 14 жилых домов. В 1931 году количество жилых домов повысилось уже до 17 и в них проживали 89 человек. 

## Население
| 1902                           | 1921 | 1931 | 1959 | 1970 | 1979 | 1989 | 2001 |
| ------------------------------ | ---- | ---- | ---- | ---- | ---- | ---- | ---- |
| 65                             | 66   | 89   | 47   | 31   | 21   | 12   | 260  |
| 2011                           | -    | -    | -    | -    | -    | -    | -    |
| 183                            | -    | -    | -    | -    | -    | -    | -    |
| Гистограмма динамики населения |      |      |      |      |      |      |      |

## География
Деревня окружена лесами и болотами Магунай. Недалеко от неё находятся озёра Эглинис и Друкщяй. 